# Lisa Thomsen
Lisa Thomsen (* 20. August 1985 in Aachen) ist eine deutsche Volleyball-Trainerin und ehemalige Nationalspielerin.

## Karriere
Lisa Thomsen begann ihre Laufbahn beim VC Marl. Anschließend spielte sie im Juniorinnen-Team vom VC Olympia Sinsheim. In der Volleyball-Bundesliga spielte sie seit 2005 als Libera beim SV Sinsheim, Bayer Leverkusen, beim USC Münster und beim Schweriner SC. 2009 belegte sie mit der Nationalmannschaft Platz drei beim Grand Prix und Platz vier bei der Europameisterschaft in Polen. In der Saison 2010/11 gewann sie mit dem Schweriner SC die deutsche Meisterschaft und mit der Nationalmannschaft wurde sie 2011 Vizeeuropameister. 2012 und 2013 wurde Thomsen mit Schwerin erneut Deutscher Meister und DVV-Pokalsieger. 2013 belegte sie mit der Nationalmannschaft Platz eins in der Europaliga und wurde erneut Vizeeuropameister. Danach wechselte sie nach Aserbaidschan zu Azerrail Baku. Im Anschluss folgte der Wechsel zum Ligakonkurrenten Lokomotiv Baku. Im November 2015 kehrte Thomsen zurück in die Bundesliga und spielte bis 2016 bei Allianz MTV Stuttgart. 2016/17 verstärkte sie den TV Gladbeck in der 2. Liga Nord. Danach kehrte sie zum Bundesligisten USC Münster zurück, wo sie nach der Saison 2018/19 ihre aktive Karriere beendete. Anschließend übernahm sie beim Bundesligateam des USC die Ämter der Co-Trainerin und Teammanagerin. Ende Oktober 2020 löste Thomsen den Niederländer Teun Buijs als Cheftrainer in Münster ab. Wegen einer Babypause wurde sie von Anfang Dezember 2020 bis zum Saisonende vom Münsteraner Teammanager Ralph Bergmann vertreten. Im April 2024 wurde Thomsens Vertrag mit Münster aufgelöst.
Seit 2019 war Thomsen außerdem Teammanagerin der deutschen Frauen-Nationalmannschaft.

## Privates
Thomsen ist seit 2021 Mutter eines Sohnes.